# Diego Arroba
Diego García-Arroba Márquez (Magaluf, Islas Baleares; 2 de febrero de 2001) es un cantante, actor y personaje mediático español que se dio a conocer por su participación el talent-show Got Talent España y en sus vídeos virales en redes sociales.

## Biografía
El cejas nació en Magalluf (Calvia) (Mallorca, Islas Baleares) el 2 de febrero de 2001. Con tan solo 17 años, se convirtió en una de las mayores sensaciones de Internet por sus parodias a algunos de los vídeos más virales de la web. Obtuvo mayor popularidad a comienzos de 2019 cuando empezó su andadura en televisión, especialmente con su participación en Got Talent España, talent-show presentado por Santi Millán y con Risto Mejide, Edurne y Paz Padilla entre los miembros del jurado. En el programa llegó hasta las semifinales.
Previo a su paso por el concurso, ya había triunfado en la música. Una de sus primeras andaduras fue con el cantante Omar Montes y el youtuber Hamza Zaidi, con los que lanzó el tema «Los Reyes de Oriente Remix», que cuenta con más de nueve millones de visualizaciones en Youtube. Meses más tarde, en mayo de 2018, lanzó una canción en solitario llamada «Dembow El Pimpin», tema que interpretó en su paso por Got Talent España, y que tiene más de veintiún millones de visualizaciones en la misma plataforma. Ese mismo año, tuvo su primera participación como colaborador de televisión en el programa Mundialers, presentado por Iker Jiménez para Mtmad.
Tras su paso por Got Talent España, se mantuvo en Mediaset España para presentar ocasionalmente el programa MorningGlory en Divinity, además de protagonizar la miniserie Una vida de mierda en Mtmad, que trata de como llegó a la fama siendo un chico de barrio cualquiera. En septiembre de 2019, fichó por el concurso de telerrealidad Gran Hermano VIP 7 en Telecinco. En 2020, regresó a televisión para participar con algunos de sus excompañeros de GHVIP 7 en el concurso El tiempo del descuento.
En 2020 debutó en cine con el largometraje de Santiago Segura Padre no hay más que uno 2: La llegada de la suegra, interpretando a Ocho. La película se convirtió en la más vista de ese año. Ya en 2021 protagonizó, junto a Santiago Segura y Leo Harlem, el largometraje ¡A todo tren! Destino Asturias, dirigido por el propio Segura, gracias al éxito en taquilla de las anteriores películas familiares dirigidas por el cineasta.

## Filmografía

### Cine
| Año  | Título                                              | Personaje   | Director        |
| ---- | --------------------------------------------------- | ----------- | --------------- |
| 2020 | Padre no hay más que uno 2: La llegada de la suegra | Carlos Ocho | Santiago Segura |
| 2021 | A todo tren. Destino Asturias                       | Unai        | Santiago Segura |
| 2022 | Padre no hay más que uno 3                          | Carlos Ocho | Santiago Segura |
| 2022 | A todo tren 2. Sí, les ha pasado otra vez           | Unai        | Inés de León    |
| 2023 | El hotel de los líos. García y García 2             | Oso         | Ana Murugarren  |
| 2024 | Padre no hay más que uno 4: Campanas de boda        | Carlos Ocho | Santiago Segura |
| 2025 | Padre no hay más que uno 5: Nido Repleto            | Carlos Ocho | Santiago Segura |

### Series de televisión
| Año  | Título             | Personaje | Cadena | Notas                     |
| ---- | ------------------ | --------- | ------ | ------------------------- |
| 2019 | Una vida de mierda | El Cejas  | Mtmad  | Protagonista, 6 episodios |

### Programa de televisión
| Año  | Título                  | Cadena    | Notas       | Notas         |
| ---- | ----------------------- | --------- | ----------- | ------------- |
| 2018 | Mundialers              | Mtmad     | Colaborador | -             |
| 2019 | Got Talent España       | Telecinco | Concursante | Semifinalista |
| 2019 | MorningGlory            | Divinity  | Presentador | -             |
| 2019 | Gran Hermano VIP 7      | Telecinco | Concursante | 6.º expulsado |
| 2020 | El tiempo del descuento | Telecinco | Concursante | 5.º expulsado |
| 2021 | El concurso del año     | Cuatro    | Invitado    | -             |